# FV103 Spartan
Az FV103 Spartan a Brit Szárazföldi Erők páncélozott szállító harcjárműve.
A Spartan a CVR (Combat Vehicle Reconnaissance, Felderítő Harcjármű) család páncélozott szállító harcjárműve. A kétfős kezelőszemélyzeten kívül, további öt fő szállítására képes. A jármű külsőre szinte megkülönböztethetetlen az FV102 Striker-től. Bár a Spartan a gyalogság alapvető szállító járműve, alkalmas különleges alakulatok (légvédelmirakéta-egységek, műszaki alakulatok) harctéren történő mozgatására.

## Változatok
- FV120 Spartan – MILAN irányított páncéltörő rakétával felszerelt páncélvadász változat.

## Alkalmazók
- Irak
- Omán
- Egyesült Királyság

## Kapcsolódó oldalak
- FV103 Spartan
- FV103 Spartan az Army-Guide.com-on